# Берггрен, Ингер
Ингер Берггрен (швед. Inger Berggren, 23 февраля 1934 — 19 июля 2019) — шведская певица.

## Биография
Ингер Берггрен родилась в 1934 г. в приходе Марии Магдалены в Стокгольме. Она начала петь в оркестре Торе Сванеруда, затем выступала с Торе Эрлингом, Симоном Бремом и Йоте Вильгельмсоном. Её дебютное выступление состоялось в 1952 г. с песней Nära, некоторый успех сопутствовал песне Vals Intim. Но настоящий успех пришёл к Ингер Берггрен десять лет спустя с песней Sol och vår («Солнце и весна»), с которой она стала победительницей шведского музыкального фестиваля Melodifestivalen 1962. Эту песню было решено выставить на конкурс Евровидение-1962, проводившемся в Люксембурге. Другая певица, Лили Берглунд, также проходила прослушивания на шведском радио, но в итоге была выбрана Ингер Берггрен. Она с этой песней выступала шестой и заняла 7-е место. В том же году песня Ингер Берггрен Elisabeth serenade («Серенада Элизабет») продержалась 33 недели в топ-списке Швеции. В следующем году на конкурсе Melodifestivalen 1963 её песня Twist till menuett заняла первое место, хотя Ингер сама не выступала. В конкурсе Melodifestivalen 1967 она участвовала в качестве композитора, и песня Vem frågar vinden в исполнении Товы Карсон заняла пятое место.
Ингер Берггрен выступала с песнями в 1950—1970-х гг. Некоторые её песни были шведскими версиями американских хитов. В 1970-х гг. она преподавала пение в коммуне Тебю в лене Стокгольм. Она также работала капельмейстером в городском театре Стокгольма.
Ингер Берггрен скончалась 19 июля 2019 г. У неё были две дочери: Элизабет Юханссон и Гунилла Рёр, выбравшая профессию актрисы и режиссёра.

## Фильмография
- Anderssonskans Kalle i busform (1973)
- Spanarna (ТВ-сериал, 1983)
- Sömnen (1984)